# Nove dignità
Le nove dignità (cinese tradizionale: 九錫; pinyin: jǐu xí) erano premi onorifici dati dagli imperatori cinesi ad ufficiali politici o militari che si erano resi meritevoli di tali onori. A volte, le nove dignità erano date "in massa", cioè un ufficiale le riceveva tutte e nove; se già solo una dignità assicurava al ricevente una posizione altissima nella gerarchia imperiale, tutte e nove lo ponevano appena un gradino più in basso del trono. Pare che le nove dignità siano state introdotte durante la dinastia Zhou, ma non c'è traccia di qualcuno che le abbia ricevute prima di Wang Mang.
Usualmente, nella storia cinese, gli usurpatori convinsero gli imperatori a dare loro le nove dignità prima di usurparli; a volte, dapprima rifiutavano l'onorificenza per dare prova di falsa modestia, e quindi la accettavano.
Le nove dignità e i loro significati, secondo il Classico dei Riti, erano i seguenti:
- Dono della carrozza e cavalli: quando l'ufficiale è modesto nel portamento e cammina in modo appropriato, così che non debba più camminare.
- Dono delle vesti: quando l'ufficiale scrive bene e in modo appropriato, per mostrare le sue buone azioni.
- Dono della musica scritta: quando l'ufficiale ha l'amore nel suo cuore, così che possa insegnare la musica al suo popolo.
- Dono della porta rossa: quando l'ufficiale mantiene bene la sua casa, così che possa far vedere che la sua dimora è diversa.
- Dono della scala: quando l'ufficiale è appropriato nei suoi atti, così che possa camminare sulla scala e mantenere la sua forza.
- Dono delle guardie armate: quando l'ufficiale è coraggioso e voglioso di dire la verità, così che possa essere protetto.
- Dono dello stemma, dell'arco e delle frecce: quando l'ufficiale ha buona coscienza e segue ciò che è giusto, così che possa rappresentare il governo centrale nel reprimere il tradimento.
- Dono dell'ascia: quando l'ufficiale è forte, saggio e leale alla casa imperiale, così che possa giustiziare i malvagi.
- Dono del vino: quando l'ufficiale è profondamente pio, così che possa fare i sacrifici con il vino ai suoi antenati.